# Die Zweiflers
Die Zweiflers ist eine sechsteilige deutsche Miniserie, die am 3. Mai 2024 in der ARD Mediathek veröffentlicht wurde.

## Handlung
Symcha Zweifler, das Familienoberhaupt einer jüdischen Familie in Frankfurt, möchte das Delikatessenimperium der Familie veräußern. Die Verkaufspläne bringen die Erinnerung an die wilden Anfänge seiner Geschäftstätigkeit im Frankfurter Rotlichtviertel unmittelbar nach dem Zweiten Weltkrieg zurück.

## Hintergrund
Die Serienfolgen wurden vom 8. August 2023 bis zum 4. November 2023 in Berlin, Frankfurt und Aschaffenburg sowie im Studio Babelsberg in Potsdam gedreht. Die Premiere erfolgte am 7. April 2024 in Cannes, am 3. Mai 2024 wurde die Serie in der ARD Mediathek veröffentlicht. Die Erstausstrahlung fand am 10. Mai 2024 im Ersten statt. An einer zweiten Staffel wird bereits geschrieben.

## Rezeption

### Kritiken
Die Serie erhielt viel Zustimmung in deutschen Medien.
„Eine vitalere und witzigere Serie als »Die Zweiflers« wird man dieses Jahr im deutschen Fernsehen wohl nicht zu sehen bekommen“, schrieb Christian Buß in seiner Rezension für den Spiegel. Musikalisch, kulinarisch und sprachlich schlage Serienschöpfer Hadda einen großen Bogen von der jüdischen Kultur Anfang des 20. Jahrhunderts bis in die kosmopolitische, multikulturelle Gegenwart. Dabei lasse er keine Pointe links liegen.
„Nichts weniger als ein Meisterwerk“ sei die Serie, schrieb Finn Lyko im Vorwärts. Dem Serienschöpfer David Hadda sei eine „Seltenheit des deutschen Fernsehens“ gelungen: „Modernes jüdisches Leben wird in all seiner Vielschichtigkeit gezeigt. Das ist brutal ehrlich und unglaublich unterhaltsam.“
In der Frankfurter Rundschau warf Moritz Post die Frage auf, was Kunst leisten könne, während an amerikanischen Universitäten der Antisemitismus unter dem Deckmantel der Palästina-Solidarität unverblümt zur Schau gestellt werde und auf deutschen Straßen antisemitische Parolen erklängen: „Sie kann Verständnis schaffen für jüdisches Leben. Verständnis für das Jüdischsein. Für jüdische Menschen. Und sie kann exzellentes Fernsehen sein!“ In der Schlagzeile fasste er sein Urteil mit „ein wahrhaftes Meisterwerk“ zusammen.
Matthias Kalle nannte Die Zweiflers in Zeit Online die „beste deutsche Serie seit Langem“. Bei ihr passe alles, Drehbuch, Regie, Schauspieler, Kamera – lediglich der Haussegen einer jüdischen Familie hänge schief.
Auf der Website des Bayerischen Rundfunks lobte Iris Buchheim die bestechende Lebendigkeit der Figuren, Dialoge wie ein Blitz und den geschickten Umgang des internationalen Filmteams mit den zusammenprallenden Identitäten und dem Leben der Minderheiten in der deutschen Mehrheitsgesellschaft.
Für Hannah Brown in The Jerusalem Post wirke die Serie ein wenig wie ein flotter Mix aus einer jüdischen Version von Succession und einer Gangster-Saga. Sie merkt kritisch an, dass die zeitliche Verortung der Serie nicht ganz gelungen ist: auf der einen Seite werden in der Serie moderne Handys benutzt, was die Serie in eine gegenwartsnahe Zeit verortet; auf der anderen Seite wirken Mike Burstyn als Symcha Zweifler und Eleanor Reissa als Lilka Zweifler ein bis zwei Jahrzehnte zu jung, um glaubhaft in einer gegenwartsnahen Zeit Holocaustüberlebende zu verkörpern.
Stella Leder beurteilte Die Zweiflers in der Freitag sehr viel differenzierter: Die Serie sei unterhaltsam, aber „immer wieder von unangenehmen, in Kitsch abgleitenden Überzeichnungen geprägt“. Die Dialoge seien „überfrachtet“, „als müssten alle (scheinbar) unerzählten Geschichten jüdischer Existenz nach 1945 in der BRD in sechs Folgen erwähnt werden“. Dass „der angenommene nichtjüdische Zuschauer, dessen Wissens- und Wahrnehmungslücken offenbar durch Gespräche jüdischer Figuren gefüllt werden sollen“ angesprochen werden soll, sei ständig spürbar. Und dass viele Rezensionen „annehmen, die Serie zeige eine ‚typische‘, ‚lebendige‘ jüdische Familie“ zeige auch, wie wenig die Mehrheit der Deutschen über jüdisches Leben und Geschichte wisse.

### Auszeichnungen
Die Serie gewann auf dem Cannes International Series Festival in drei Kategorien: „Beste Serie“, „Beste Musik“ und „High School Award for Best Series“. Beim Deutschen Fernsehpreis 2024 gewann sie in den Kategorien „Beste Drama-Serie“, „Beste Schauspielerin“ (Sunnyi Melles), „Bester Schauspieler“ (Aaron Altaras) sowie „Beste Kamera“ (Phillip Kaminiak).
Beim Venice TV Award 2024 wurden Die Zweiflers mit dem Special Jury Prize ausgezeichnet.
Die Serie wurde mit dem Grimme-Preis 2025 in der Kategorie Fiktion ausgezeichnet.